# Wasilij Czernyszow (1896–1952)
Wasilij Wasiljewicz Czernyszow (ros. Василий Васильевич Чернышёв, ur. 24 marca?/5 kwietnia 1896 we wsi Wysiełki w guberni riazańskiej, zm. 12 września 1952 w Moskwie) – generał pułkownik bezpieczeństwa publicznego, funkcjonariusz radzieckich organów bezpieczeństwa, m.in. szef Głównego Zarządu Obozów (Gułag) przy Ludowym Komisariacie Spraw Wewnętrznych ZSRR (NKWD).

## Życiorys
Rosjanin, urodzony w rodzinie chłopskiej w guberni riazańskiej. W młodości pracował jako bufetowy, później w kinie obsługując rzutnik filmowy i jako elektromonter. W 1915 roku trafił do wojska, gdzie m.in. dowodził drużyną zwiadu. W 1917 roku był członkiem komitetu pułkowego. Do partii bolszewickiej wstąpił w październiku 1917. Od 1917 do 1919 był zastępcą przewodniczącego miejskiego komitetu wykonawczego w Riazaniu, a następnie organizatorem wydziału specjalnego komitetu gubernialnego RKP(b) w Riazaniu.
Służbę w organach bezpieczeństwa (WCzK) rozpoczął w 1920, wówczas został naczelnikiem ochrony Północnych Linii Kolejowych ale jeszcze w tym samym roku mianowano go naczelnikiem 34 dywizji wojsk WCzK w Moskwie, a w lutym 1921 roku – naczelnikiem wojsk WCzK Frontu Turkiestańskiego. Z tą ostatnią funkcją łączył inne: naczelnika ochrony komunikacji Turkiestanu i członka Rady Wojskowo-Rewolucyjnej fergańskiej grupy wojsk. W grudniu 1922 roku został szefem sztabu a następnie starszym inspektorem wojsk OGPU Nadwołożańskiego Okręgu Wojskowego w Samarze. W lipcu 1924 roku skierowano go do Kazachstanu, gdzie objął funkcję naczelnika Oddziału Ochrony Pogranicza (CZPO) w Pełnomocnym Przedstawicielstwie (PP) przy Zjednoczonym Państwowym Zarządzie Politycznym (OGPU). W 1927 roku przeniesiony został do Kraju Dalekowschodniego na stanowisko pełnomocnika naczelnika a od 1930 naczelnika Zarządu Ochrony Pogranicza i Wojsk GPU. W latach 1930–1934 był naczelnikiem Zarządu Ochrony Pogranicznej i Wewnętrznej (UPWO) Zarządu NKWD (UNKWD) w Kraju Dalekowschodnim a od 1936 także zastępcą naczelnika tegoż Zarządu NKWD. 23 grudnia 1935 mianowany komdiwem. W sierpniu 1937 roku został powołany na stanowisko naczelnika milicji (GURKM) i mianowany zastępcą ludowego komisarza (tj. ministra) spraw wewnętrznych ZSRR.
Jako jedyny z zastępców szefa NKWD nie tylko uszedł z życiem z pogromu tzw. jeżowszczyzny, ale zachował swoje stanowisko zastępcy szefa NKWD.
Jeden z odpowiedzialnych za operację NKWD w 1940 roku - masowe rozstrzeliwanie obywateli polskich więźniów politycznych znajdujących się w sowieckich więzieniach na terytorium zabranej w wyniku paktu Ribbentrop-Mołotow Polski wschodniej (ГАРФ. Ф. 9401. Оп. 1. Д. 552. Лл. 207-210. Подлинник.).
W 1940 roku był jednym z współorganizatorów zbrodni katyńskiej.
18 lutego 1939 roku powierzono mu funkcję naczelnika Gułagu przy zachowaniu stanowiska zastępcy szefa NKWD (później MWD), które sprawował do śmierci w 1952. Od 9 lipca 1941 komisarz bezpieczeństwa państwowego III rangi, od 21 lutego 1943 komisarz bezpieczeństwa państwowego II rangi, od 9 lipca 1945 generał pułkownik. Szefem GUŁagu był do 26 lutego 1941 roku, kiedy został zastąpiony przez Wiktora Nasiedkina. Był deputowanym do Rady Najwyższej ZSRR I i II kadencji. Jego grób znajduje się na cmentarzu Nowodziewiczym w Moskwie (kwatera 4-21-13).

## Odznaczenia
- Order Lenina (dwukrotnie - 21 lutego 1942 i 21 lutego 1945)
- Order Czerwonego Sztandaru (czterokrotnie - m.in. 1931, 1936, 1944)
- Order Czerwonego Sztandaru Pracy (20 września 1943)
- Order Czerwonej Gwiazdy (26 kwietnia 1940)
- Order Kutuzowa I Klasy (16 września 1945)
- Order Świętej Anny IV klasy
- Order Świętego Stanisława III klasy